# دافيد بريمو
دافيد بريمو ((بالعبرية: דוד פרימו‏)؛ مواليد 5 مايو 1946 في بلغاريا) هو لاعب كرة قدم إسرائيلي دولي سابق كان يلعب كلاعب وسط. اعتزل اللعب عام 1979 مع هبوعيل حولون. سبق له أن لعب في كأس العالم لكرة القدم مع منتخب بلاده. بدأ مسيرته الرياضية عام 1963 مع هبوعيل تل أبيب.

## روابط خارجية
- دافيد بريمو على موقع الاتحاد الدولي (مؤرشف)  (الإنجليزية)
- دافيد بريمو على موقع قاعدة بيانات كرة القدم.إي يو (الإنجليزية)
- دافيد بريمو على موقع ناشيونال فوتبول تيمز (الإنجليزية)
- دافيد بريمو على موقع Soccerway.com (الإنجليزية)
- NASL career stats